# ジョン・モンタギュー (初代モンタギュー男爵)
初代モンタギュー男爵ジョン・モンタギュー（John Montagu, 1st Baron Montagu, 1330年ごろ - 1390年ごろ）は、14世紀のイングランド貴族で、エドワード3世に忠実な家臣。

## 生涯
初代ソールズベリー伯ウィリアム・モンタギューとその妻キャサリン・グランディソンの子であり、第2代ソールズベリー伯ウィリアム・モンタギュー（1328年 - 1397年）の弟であった。また、数人の姉妹がいた。
1357年に議会に召集された。ジャン・フロワサールは、1349年のカレー包囲戦においてエドワード3世と共に参加した者の一人として「ジョン・モンタキュート卿」と記している。
彼は、第2代ド・モンザーマー男爵トマス・ド・モンザーマーとその妻マーガレット・ド・ブリューズの娘で相続人であったマーガレット・ド・モンザーマーと結婚した。夫妻には以下の子女がいた。
- ジョン（1350年頃 - 1400年） - 第3代ソールズベリー伯
- エレノア - ジョン・ディナム（1359年 - 1428年）と結婚[3]
- トマス - ソールズベリー大聖堂の首席司祭
- シビル - エイムズベリー女子修道院長

ジョンの子孫は紋章にモンザーマー家の紋章である「金地に、赤色のくちばしと脚をもつ翼を広げた緑の鷲」を加えた。